# Theresa Berg Andersen
Theresa Berg Andersen (født 29. december 1979 i Nibe) er en dansk politiker, som siden 2022 har været medlem af Folketinget for SF valgt i Nordjyllands Storkreds. Forinden var hun viceborgmester i Vesthimmerlands Kommune 2018-2022, og hun havde i både 2020 og 2021 været barselsvikar i Folketinget for Lisbeth Bech-Nielsen.
Andersen er datter af radio- og tv-mekaniker Jens Erik Kristensen og Vera E. Bundgaard, og født i 1979 i Nibe. Hun er uddannet pædagog på Ranum Seminarium 1999-2003 og master i offentlig ledelse på Aarhus Universitet 2010-2015. Andersen arbejdede som dagtilbudsleder i Vesthimmerlands Kommune fra 2004 til 2022.
Hun var medlem af byrådet i Vesthimmerlands Kommune fra 2014 til 2022. Ved kommunalvalget 2017 fik hun tredjeflest personlige stemmer i kommunen og blev første viceborgmester. Hun var barselsvikar i Folketinget for Lisbeth Bech-Nielsen (dengang med navnet Lisbeth Bech Poulsen) fra 1. januar til 1. august 2020 og havde orlov fra byrådet i den periode. Hun var igen barselsvikar for Lisbeth Bech-Nielsen fra 15. december 2020 til 1. august 2021, men søgte her dispensation fra SF's regler som forbyder dobbeltmandater med den begrundelse at det ville være svært at føre valgkamp op til kommunalvalget 2021 hvis hun havde orlov fra byrådet. Efter kommunalvalget 2021 blev hun anden viceborgmester.
Andersen blev valgt til Folketinget ved folketingsvalget 2022 og udtrådte derfor pr. 1. december 2022 af byrådet. Hendes byrådsplads blev overtaget af Anna-Grethe Sperling, Farsø, og Jane Bonnerup, Gedsted, overtog posten som anden viceborgmester.
Andersen er gift med Thomas Berg Andersen og har to døtre som er født i henholdsvis 2004 og 2005.